# Vittis kyrka
Vittis kyrka (finska: Huittisten kirkko) är en medeltida stenkyrka belägen i Lauttakylä i Finland.
Kyrkans äldsta delar härstammar från 1340-talet. I slutet på 1400-talet höjde man det som då var mitt- och östpartierna av kyrkan. På 1630-talet byggdes ett torn på den västra gaveln och år 1647 fick det södra partiet ett vapenhus.
Under 1700-talet renoverades kyrkan upprepade gånger. År 1738 slutfördes arbetet med den stora sakristian. I slutet av 1700-talet byggdes kyrkan om efter en eldsvåda. Man byggde ut de södra och östra partierna till den storlek de har idag. Det 39 meter höga västtornet restes även.
Vittis kyrka blev år 1860 en korskyrka genom slutförandet av nordpartiet som försågs med kor och altare. Det nya altaret fick 1878 en altartavla föreställande Kristi förklaring. Altartavlan är målad av hovmålaren Falkman.
Åren 1958–1959 utfördes den senaste i raden av restaureringar. Denna restauration innebar att kyrkan återfick sitt ursprungliga skick från 1400-talet. Kyrkan fick även tillbaka sin predikstol från 1600-talet som avlägsnats från kyrkan år 1878. Även altartavlan från 1700-talet återfördes till sin tidigare plats i det östra partiet. I samband med restaureringen la man in golvvärme och nya bänkar.